# Christine Mohrmann

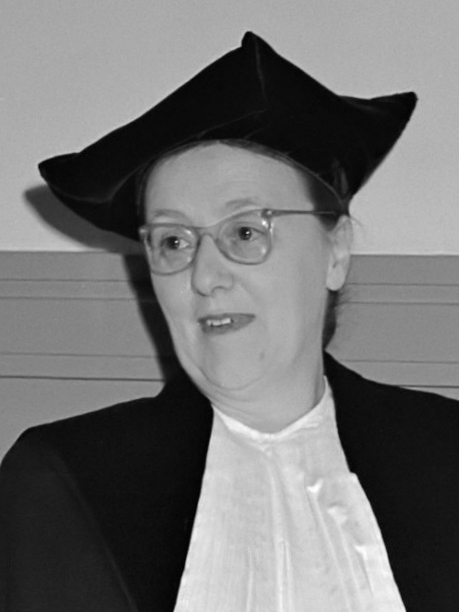
Christine Mohrmann (1953)

Christine Andrina Elisabeth Maria Mohrmann (* 1. August 1903 in Groningen; † 13. Juli 1988 in Nijmegen) war eine niederländische Philologin und Hochschullehrerin. Schwerpunkte ihrer Arbeit bildeten frühe christliche Texte in griechischer Sprache, Vulgärlatein und mittelalterliche lateinische Texte.

## Leben
Nach dem Besuch des Gymnasiums in Groningen und Arnheim studierte Mohrmann an den Universitäten Utrecht und Nijmegen Klassische Philologie sowie Sprachwissenschaft. Hier besuchte sie u. a. Vorlesungen bei Wilhelm Vollgraff , Pieter Helbert Damsté oder Engelbert Drerup. 1932 schloss sie ihr Studium an der Universität Nijmegen ab und wurde mit einer Arbeit über Die altchristliche Sondersprache in den Sermones des hl. Augustin promoviert. Anschließend war sie als Privatdozentin und Lektorin für Vulgärlatein, altchristliches Latein und Spätlatein an den Universitäten Utrecht und Amsterdam tätig. 1953 übernahm sie die Professur für altchristliches Griechisch, altchristliches Latein und Mittellatein in Nijmegen und 1955 eine zusätzliche in Amsterdam, bevor sie eine ordentliche Professur für Lateinische und Griechische Philologie in Nijmegen annahm. Sie wurde 1973 emeritiert.
Zusammen mit Jan Hendrik Waszink war sie Gründerin der Zeitschrift Vigiliae Christianae, deren Name auf sie zurückgeht.

## Werke (Auswahl)
- Die altchristliche Sondersprache in den Sermones des hl. Augustin, Nijmegen 1932.
- Bildatlas der frühchristlichen Welt, Gütersloh 1959.
- Zwei frühchristliche Bischofsviten vita Ambrosii, vita Augustini, Wien 1976.

## Ehrungen (Auswahl)
- Ehrendoktorwürde der National University of Ireland, Dublin
- Ehrendoktorwürde der Katholischen Universität vom Heiligen Herzen, Mailand
- Mitglied der Norwegischen Akademie der Wissenschaften
- Mitglied der Niederländischen Akademie der Wissenschaften, Amsterdam
- Ritter des Ordens vom Niederländischen Löwen